# Carolyn Connors
Carolyn Connors (nacida en 1960/1961), es una nadadora paralímpica australiana con problemas de visión. Es de Newcastle y es ciega de nacimiento. Empezó a nadar en competición a los 12 años. En los Juegos Paralímpicos de Arnhem 1980, donde fue la única nadadora australiana seleccionada, ganó dos medallas de plata en las pruebas femeninas de 100 m mariposa A y 100 m estilo libre A y una medalla de bronce en la prueba individual Medley A de 4x50. Participó en los Juegos FESPIC de 1977 y 1982, ganando cuatro medallas de oro en esta última competición, y ganó 20 medallas de oro de natación a lo largo de su carrera. También rompió un récord mundial en los 100 m mariposa en el Campeonato Nacional de Natación para Ciegos en 1980. Su primer entrenador de natación fue Dennis Day y más tarde fue entrenada por Eric Arnold.
Completó un curso de un año en un colegio de profesores y luego se le dijo que no se le permitiría hacer la parte práctica de la enseñanza. Después del curso de enseñanza estudió en la Universidad de Newcastle, y fue nombrada la deportista universitaria del año en 1981. En 1983, cambió de la natación al atletismo para tener más tiempo para concentrarse en sus estudios.